# Banchina mediana

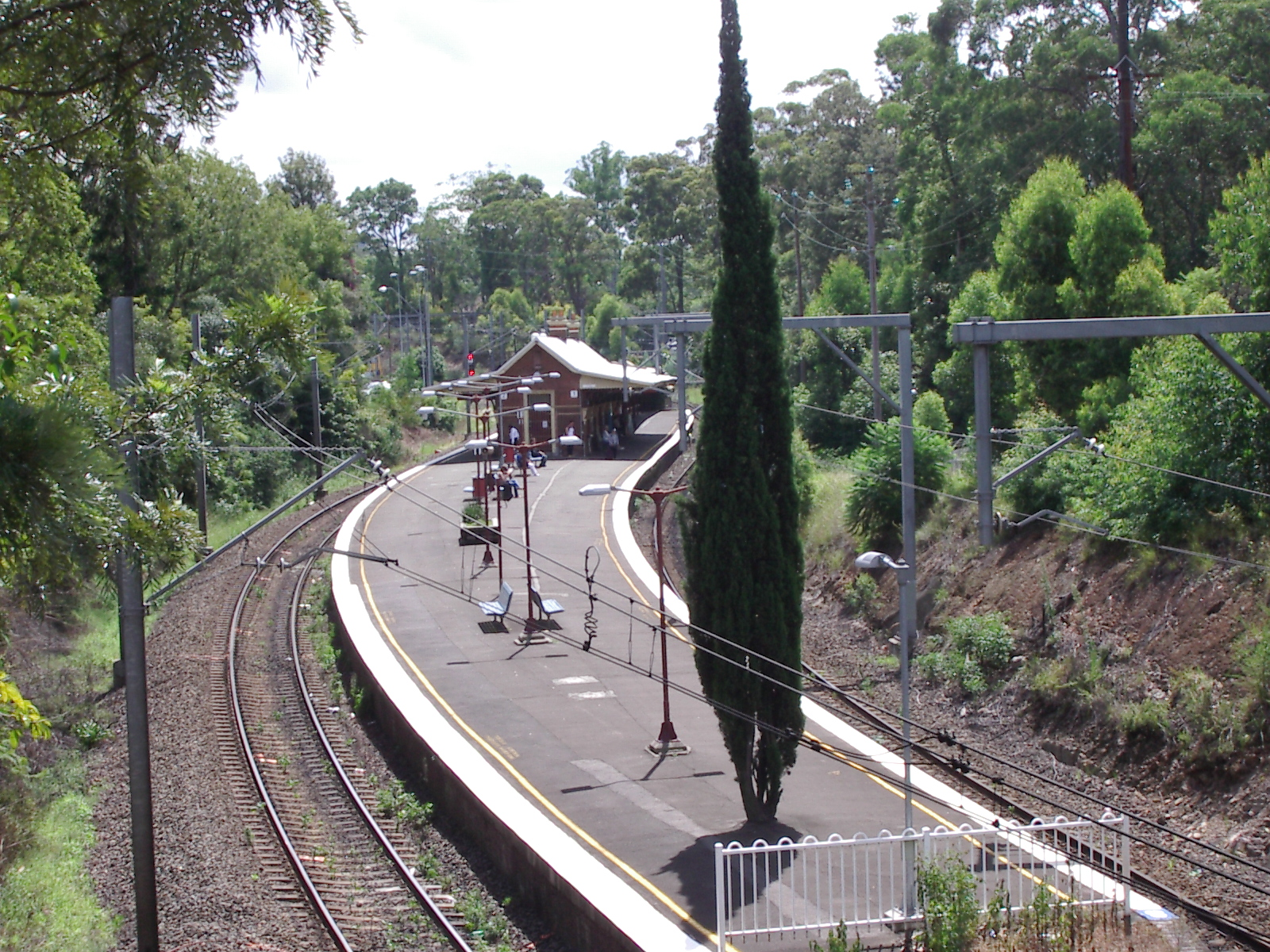
Una banchina mediana nella stazione ferroviaria di Beecroft (Sydney, Australia).

Una banchina mediana (o banchina centrale, o banchina ad isola) è una sistemazione tecnica che vede, in una fermata di un servizio di trasporto pubblico, una singola banchina servire contemporaneamente due vie di corsa (binari o corsie di marcia) del mezzo.
Questa sistemazione può essere finalizzata a un più rapido interscambio tra i mezzi e/o alla creazione di servizi in comune quali ascensori, scale o bagni. Gli utenti trovano un vantaggio aggiuntivo quando la stazione è utilizzabile da entrambi gli estremi della banchina stessa, con un suo maggior uso nella lunghezza e minor uso delle suddette scale o ascensori per spostarsi.
L'alternativa classica a questa sistemazione tecnica sono due banchine laterali più strette, ognuna a servizio di un singolo binario.